# Fíngen mac Áedo Duib
Fíngen mac Áedo Duib (mort en 618) était un roi de Munster (en irlandais : Muman), l'un des cinq royaumes d'Irlande. Il appartenait à la famille des Eóganacht Chaisil, une branche du clan des Eóganachta descendant d'Óengus mac Nad Froích (mort en 489), le premier roi chrétien de Muman, par son fils Feidlimid mac Óengusa (qui était son arrière-grand-père).

## Biographie
Il succéda à Amalgaid mac Éndai comme roi en 601.
Il y a désaccord parmi les sources sur son règne et celui d'Áed Bennán mac Crimthainn (mort en 618) de la branche de Loch Lein. Les Annales de Tigernach donnent le titre de roi de Muman à chacun des deux mais placent l'accession de Fíngen après celle d'Amalgaid en 601. Les Annales d'Innisfallen n'accordent pas le titre de roi à Áed mais l'accordent à Fíngen.
Son règne fut prospère :

« dans Muman, au temps de Fíngen mac Áedo Duib, les greniers sont pleins, les fermes sont florissantes. »

Dans la saga Mór de Muman et la mort violente de Cuanu mac Ailchine, Fíngen fut d'abord mariés à une femme Déisi et épousa ensuite Mór Muman (morte en 628, 633 ou 636), la fille d'Áed Bennán. Mór Muman y est présentée comme la femme la plus belle et la plus désirable de l'Irlande de son époque. Mór épousa plus tard le successeur de Fíngen, Cathal mac Áedo (mort en 627), lui transférant ainsi la royauté.
Il semble avoir été bien fait de sa personne et très porté sur les femmes, ainsi que l'indique ce passage du psautier de Cashel : 
Fíngen, le féroce, l'énergique,
Téméraire, intrépide au dernier point
Doux et aimable aux femmes,
Hélas ! dans les liens d'amour toujours pris.
Il mourut en 618-619.
Ses fils par Mór furent Sechnussach et Máenach mac Fíngin (mort en 661), qui fut lui aussi roi de Muman. Un de ses lointains descendants fut Feidlimid mac Crimthain (mort en 847).
Son frère cadet, Faílbe Flann mac Áedo Duib, règnera également sur Muman de 628 à 639.
Les descendants directs de Fíngen mac Áedo Duib sont connus comme étant les Cenél Fíngin. Ils rassemblent les O'Sullivan et les McGillycuddy. Les McGillycuddy sont un sous-sept du clan O'Sullivan (le nom McGillycuddy vient du fait qu'un O'Sullivan Mór envoya son fils, Mac Giolla, à l'abbaye de Lios Mór afin qu'il soit éduqué sous la tutelle de Saint Mo Chutu (ou Mochida).